# Juan José Fuertes
Juan José Fuertes Martínez (Pamplona, 11 de marzo de 1976) es un deportista español que compitió en natación adaptada. Ganó siete medallas en los Juegos Paralímpicos de Verano entre los años 1992 y 1996.

## Palmarés internacional
| Juegos Paralímpicos | Juegos Paralímpicos      | Juegos Paralímpicos | Juegos Paralímpicos   |
| Año                 | Lugar                    | Medalla             | Prueba                |
| ------------------- | ------------------------ | ------------------- | --------------------- |
| 1992                | Barcelona (España)       | Medalla de oro      | 4 × 50 m libre S1-6   |
| 1992                | Barcelona (España)       | Medalla de plata    | 4 × 50 m estilos S1-6 |
| 1996                | Atlanta (Estados Unidos) | Medalla de oro      | 50 m libre S5         |
| 1996                | Atlanta (Estados Unidos) | Medalla de oro      | 100 m libre S5        |
| 1996                | Atlanta (Estados Unidos) | Medalla de plata    | 200 m libre S5        |
| 1996                | Atlanta (Estados Unidos) | Medalla de plata    | 4 × 50 m libre S1-6   |
| 1996                | Atlanta (Estados Unidos) | Medalla de bronce   | 4 × 50 m estilos S1-6 |